# Kosova Hora (přírodní památka)
Přírodní památka Kosova Hora se nachází asi 500 metrů jihovýchodně od Kosovy Hory v okrese Příbram ve Středočeském kraji. Lokalita byla jako rezervace kručinky křídlaté vyhlášena československým Ministerstvem školství a osvěty v roce 1946. Chráněné území je ve správě Krajského úřadu Středočeského kraje.

## Popis
Geomorfologicky se chráněná lokalita nachází na území Benešovské pahorkatiny. Přírodní památka o výměře 16,38 ha zahrnuje lesnatý, na mapách nepojmenovaný kopec (458 metrů) na katastrálním území Kosovy Hory. Toto území posléze navazuje na Vysokou horu (496 metrů), která leží při silnici III/12138 dále na jihovýchod.

## Předmět ochrany
Předmětem ochrany jsou porosty vzácné rostliny kručinky křídlaté (Genista sagittalis L.). Jedná se žlutě kvetoucí bylinu původem z jižní Evropy, jejíž výskyt je vázán na nevápnité skalní podloží a světlé borové či dubové lesy, případně suché louky nebo pastviny. V přírodní památce Kosova Hora se kručinka křídlatá vyskytuje pouze na okrajích kulturního boru.

## Geologické podmínky
Z geologického hlediska je lokalita pozoruhodná tím, že se na jejím území střetávají dva horninové typy středočeského plutonu. Od jihozápadu na toto území zasahují sedlčanské granity, zatímco severovýchodní část kopce je budována jemnozrnnějšími granity typu Kosova Hora. Podloží severovýchodních a východních svahů překrývají pleistocenní spraše. Na svazích i samotném vrcholu bezejmenného kopce se vyskytují četné žulové balvany.

## Dostupnost
Přírodní památka je dostupná po místní silnici, která vede z Kosovy Hory kolem historického židovského hřbitova do Laviček. Severovýchodně od obou kopců prochází zpevněná cesta z Kosovy Hory ke dvoru Pojezdec. Středem přírodní památky prochází přes kóty 458 m n. m. a 454 m n. m. neznačená lesní cesta. Nejbližší železniční zastávkou je 1,7 km vzdálená Kosova Hora na regionální trati Olbramovice–Sedlčany.